# Євле (комуна)
Комуна Євле (швед. Gävle kommun) — адміністративно-територіальна одиниця місцевого самоврядування, що розташована в лені Євлеборг на узбережжі Ботнічної затоки.
Євле 58-а за величиною території комуна Швеції. Адміністративний центр комуни — місто Євле.

## Населення
Населення становить 96 034 чоловік (станом на вересень 2012 року). 
| Кількість населення комуни Євле за 1970-2010 роки | Кількість населення комуни Євле за 1970-2010 роки | Кількість населення комуни Євле за 1970-2010 роки | Кількість населення комуни Євле за 1970-2010 роки | Кількість населення комуни Євле за 1970-2010 роки |
| ------------------------------------------------- | ------------------------------------------------- | ------------------------------------------------- | ------------------------------------------------- | ------------------------------------------------- |
| Рік                                               |                                                   |                                                   | Населення                                         |                                                   |
| 1970                                              | 1970                                              |                                                   | 84 500                                            | 84 500                                            |
| 1975                                              | 1975                                              |                                                   | 86 911                                            | 86 911                                            |
| 1980                                              | 1980                                              |                                                   | 87 378                                            | 87 378                                            |
| 1985                                              | 1985                                              |                                                   | 87 784                                            | 87 784                                            |
| 1990                                              | 1990                                              |                                                   | 88 568                                            | 88 568                                            |
| 1995                                              | 1995                                              |                                                   | 90 587                                            | 90 587                                            |
| 2000                                              | 2000                                              |                                                   | 90 742                                            | 90 742                                            |
| 2005                                              | 2005                                              |                                                   | 92 205                                            | 92 205                                            |
| 2010                                              | 2010                                              |                                                   | 95 055                                            | 95 055                                            |
| Джерело: SCB                                      |                                                   |                                                   |                                                   |                                                   |

## Населені пункти
Комуні підпорядковано 19 міських поселень (tätort) та низка сільських, більші з яких:
- Євле (Gävle)
- Вальбу (Valbo)
- Форсбака (Forsbacka)
- Гедесунда (Hedesunda)
- Норрсундет (Norrsundet)
- Бергбю (Bergby)
- Форсбю (Forsby)
- Гамронгеф'єрден (Hamrångefjärden)
- Фурувік (Furuvik)

## Міста побратими
Комуна підтримує побратимські контакти з такими муніципалітетами:
- Євік, Норвегія
- Альфтанес, Ісландія
- Нествед, Данія
- Раума, Фінляндія
- Чжухай, КНР (10 серпня 2010)[2]
- Юрмала, Латвія

## Галерея

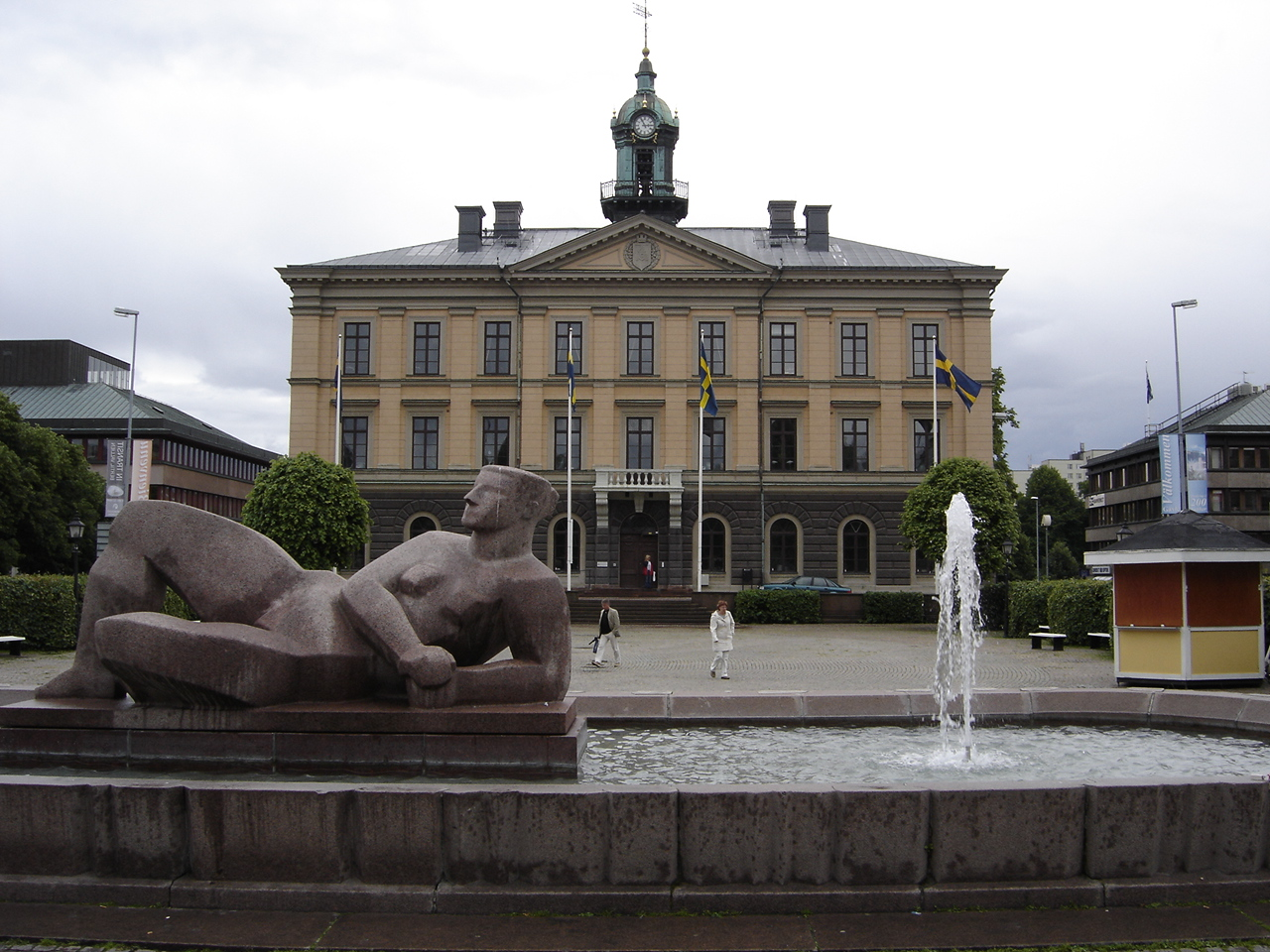
Ратуша (Євле)
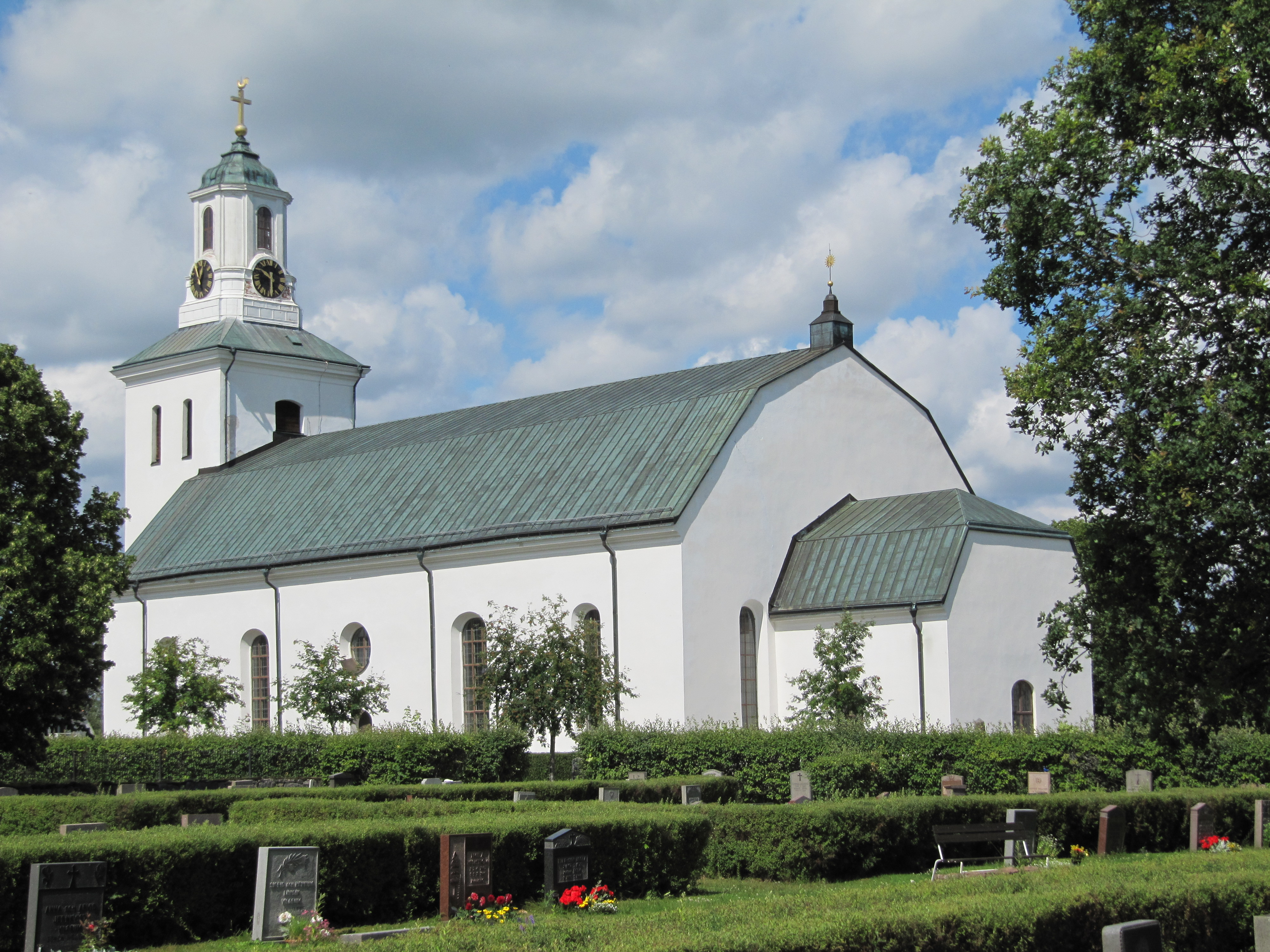
Церква (Гедесунда)
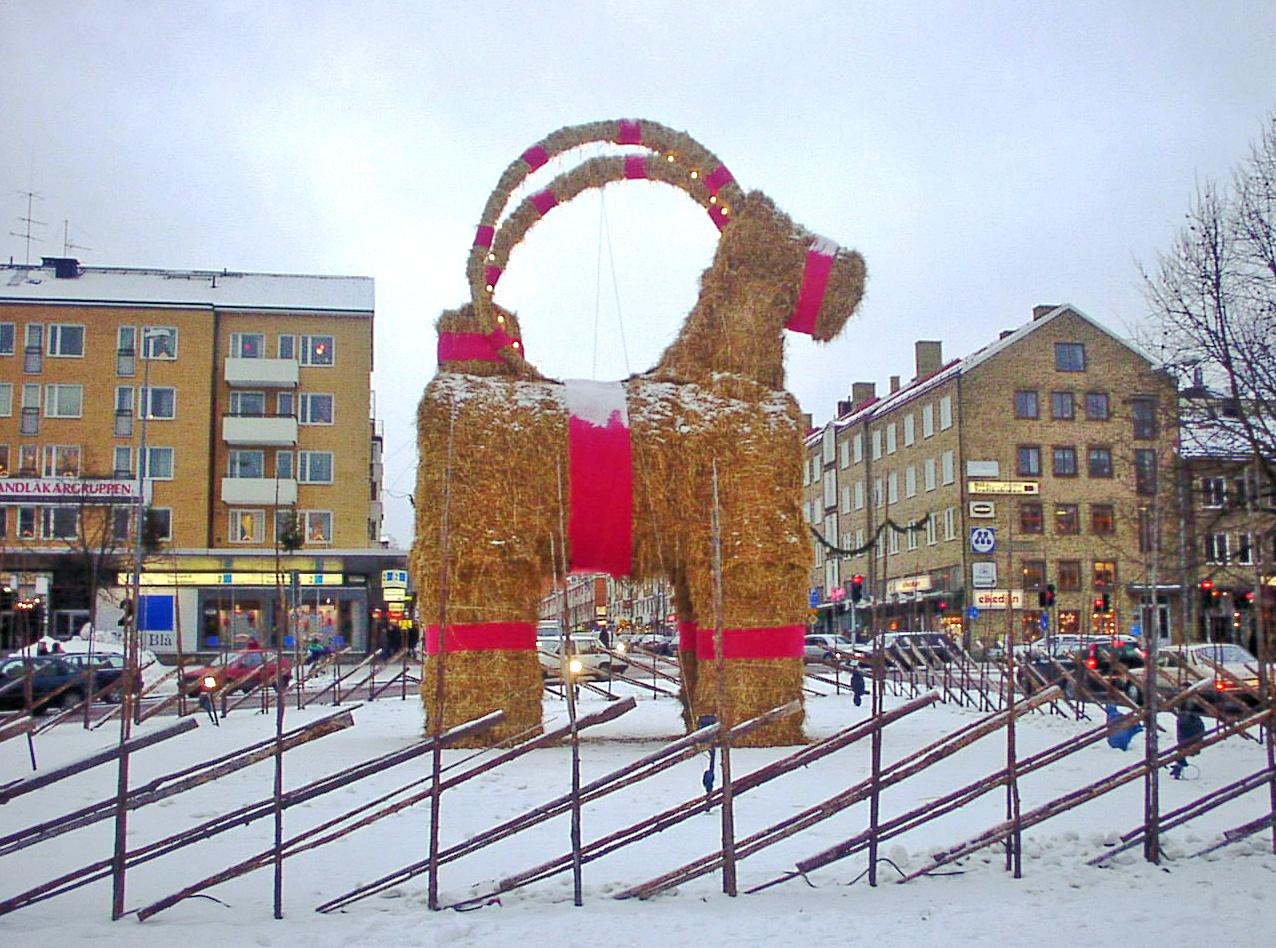
Різдвяна коза в Євле
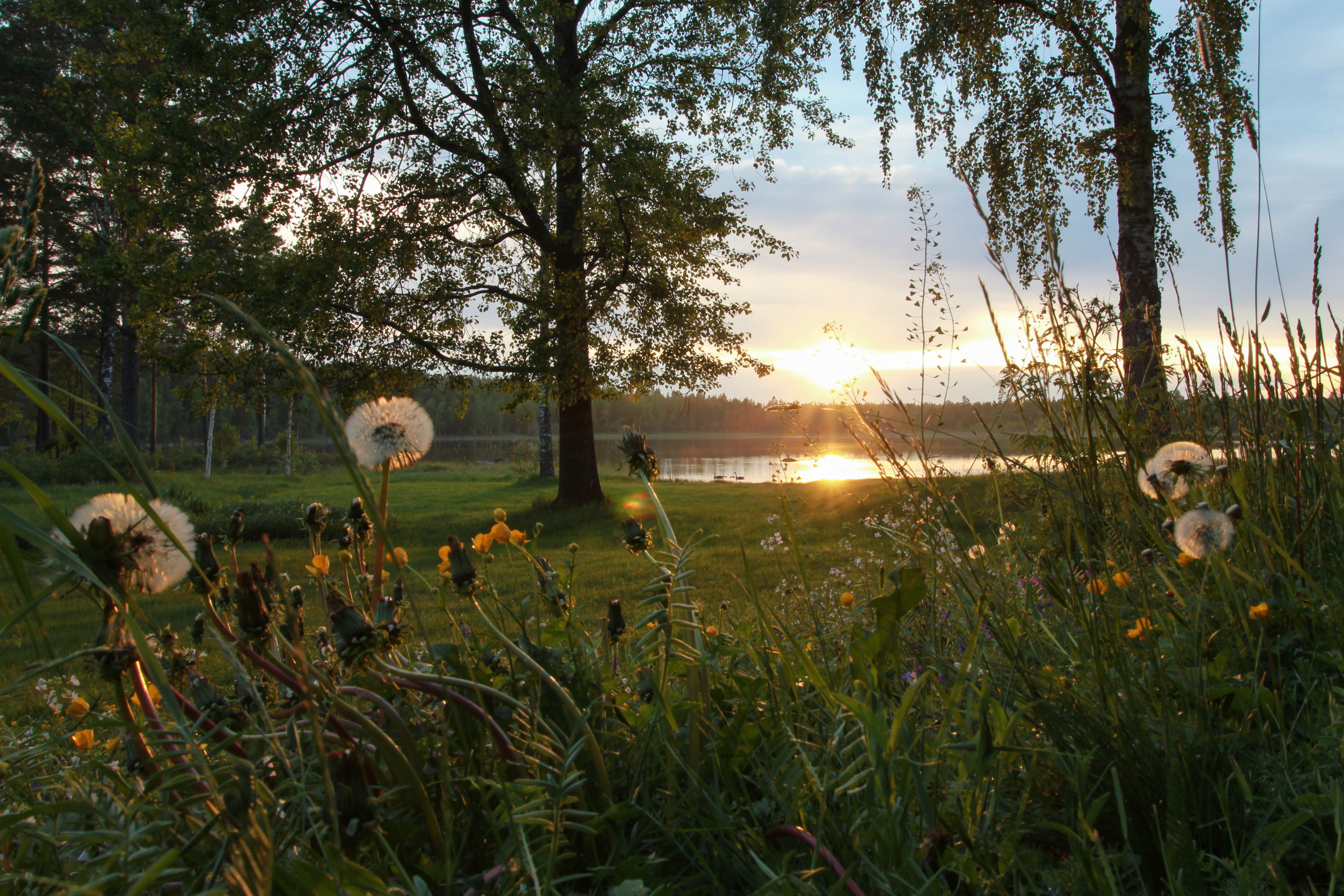
Озеро Мелланшен

## Виноски
1. ↑  Folkmangd i riket, lan och kommuner (шв.) . Центральне бюро статистики Швеції. Архів оригіналу за 20 серпня 2013. Процитовано 2 лютого 2013.
2. ↑  http://subsites.chinadaily.com.cn/zhuhai/2018-07/05/c_45738.htm